# Ел Маккіббон
Ел Маккі́́ббон (англ. Al McKibbon), повне ім'я А́льфред Бе́нджамін Маккі́ббон (англ. Alfred Benjamin McKibbon; 1 січня 1919, Чикаго, Іллінойс — 29 липня 2005, Лос-Анджелес, Каліфорнія) — американський джазовий контрабасист.

## Біографія
Народився 1 січня 1919 року в Чикаго, штат Іллінойс. Його батько грав на тубі та гітарі. Вчився грати на контрабасі і фортепіано, коли навчався в технічній школі Кесс в Детройті. Почав займатися музикою завядки своєму братові, який грав на гітарі у місцевих гуртах Келлі Мартіна, Теда Бакнера. 
У 1943 році переїхав в Нью-Йорк, де грав з Лакі Мілліндером. З 1945 по 1946 роки грав з Тебом Смітом; з 1946 по 1947 роки з Коулменом Гокінсом, Дж. К. Гердом; з 1948 по 1949 роки з Діззі Гіллеспі, з яким їздив на гастролі в Європу в 1948 році. У 1948 році грав з Майлзом Девісом, Каунтом Бейсі (1950), Телоніусом Монком (1951); Джорджем Ширінгом (1951—58). У гурті Ширінга Маккіббон демонстрував винятковий стиль і техніку. Потім приєднався до Кела Чейдера в серпні 1959 року.
Працював в Лос-Анджелесі, де час від часу грав з дуетом Келвіна Джонсона. У 1965 році почав працювати штатним музикантом на телеканалі NBC. З 1971 по 1972 роки гастролював з Гіллеспі; Монком, та іншими як учасник гурту Giants of Jazz. У 1975 році грав з Семмі Девісом, мол. У 1990-х роках повернувся в Нью-Йорк, де виступав у бродвейських шоу.У 1999 році випустив свій перший як соліст LP, Tumbao Para los Congueros de Mi Vida.  
Помер 29 липня 2005 року в Лос-Анджелесі, штат Каліфорнія у віці 86 років.